# Charlotte Vestergaard Beder
Charlotte Vestergaard Beder (født 15. oktober 1976 i Haslev) er en dansk journalist og tv-vært. 
Hun skiftede den 1. oktober 2012 fra TV 2 Finans til DR, hvor hun var fast weekend-vært på TV Avisen. Siden 1. januar 2014 har hun været vært på TV 2 News.
Charlotte er uddannet journalist fra City University i London.